# Lunnevads folkhögskola

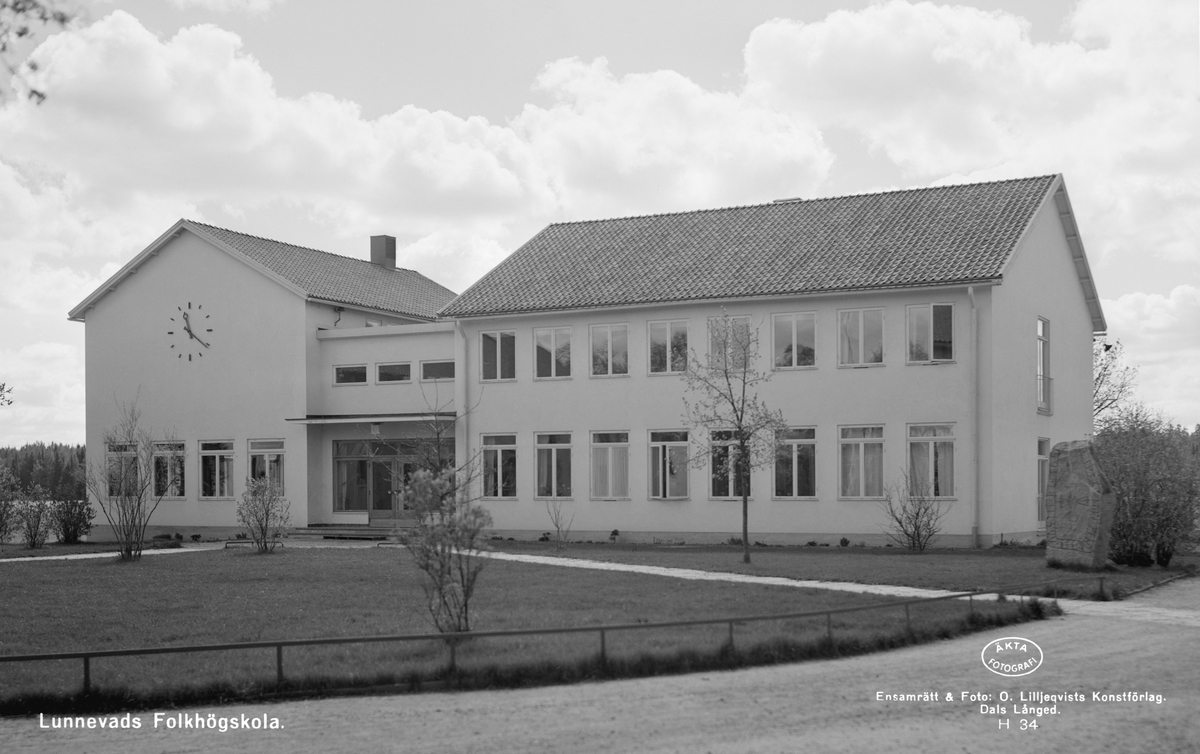
Skolans huvudbyggnad fotograferad 1949 av Olof Liljeqvist. Idag rymmer byggnaden lärosalar, övningsrum och aula.

Lunnevads folkhögskola i Östergötland grundades 1868 och är en av Sveriges tre äldsta folkhögskolor, tillsammans med Folkhögskolan Hvilan och Önnestads folkhögskola i Skåne. Under namnet Östergötlands folkhögskola (även benämnd Herrestads folkhögskola) låg skolan i Herrestads socken utanför Vadstena men flyttade 1872 till Lunnevad i Vikingstad socken mellan Linköping och Mjölby, där den är belägen i dag. I samband med flytten fick skolan sitt nuvarande namn.   
Lunnevads folkhögskola har sedan många år tillbaka en estetisk profil och idag utgörs skolans verksamhet av huvudprogrammen konst, dans och musik, samt allmän kurs. På musiklinjen finns inriktningarna folkmusik, klassisk musik och jazz. På allmän kurs finns inriktningarna konst och musik.
Sedan den 20 januari 2021 driver skolan även filial för allmän kurs i Mjölby. Filialen ger möjlighet för fler personer att gå den allmänna kursen och tanken är att verksamheten successivt ska utökas om behov finns.

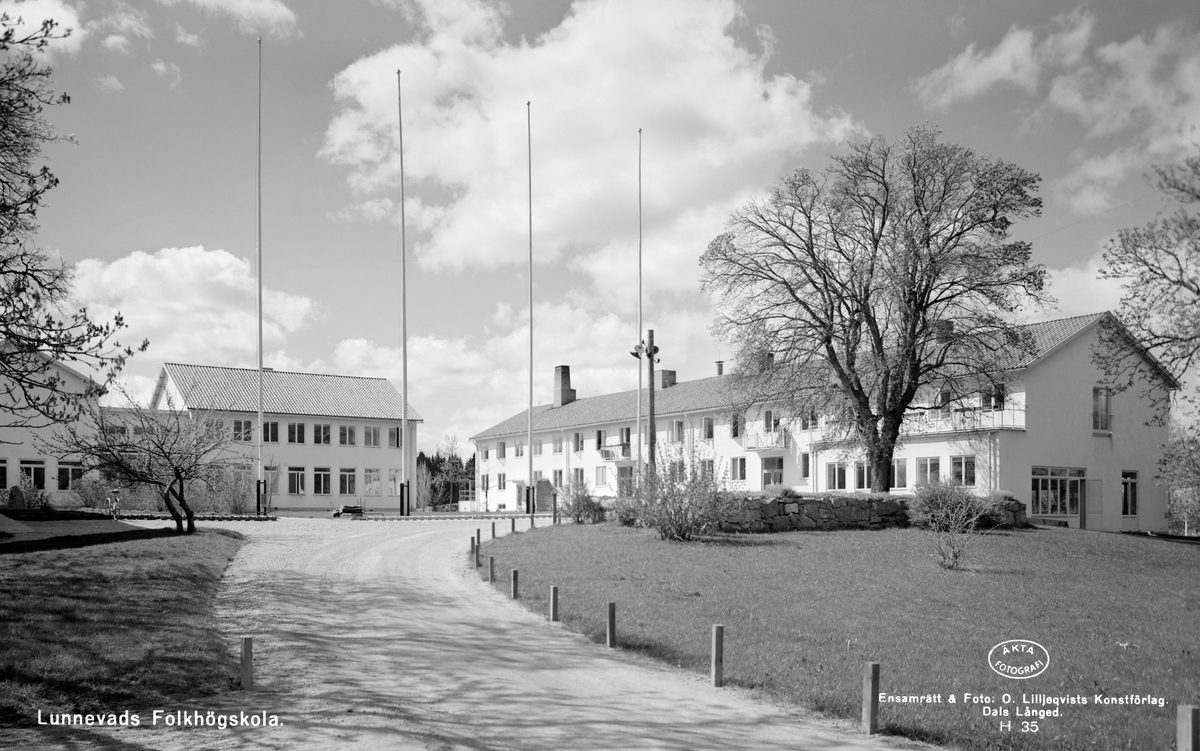
Till vänster syns skolans huvudbyggnad. Byggnaden till höger heter Västangård och rymmer internatrum, övningsrum och matsal.

Av ungefär 400 sökande varje år går omkring 200 deltagare på skolan, varav cirka 110 deltagare fyller skolans internatrum. Skolans internat kallas Bäckafall, Västangård, Östangård, Längan och Villan. Husen består av enkelrum, dubbelrum, delad toalett/dusch, vardagsrum och kök. De boende på Lunnevad är helinackorderad under läsåret, vilket innebär att de betalar för kost och logi.
Huvudman för skolan är Region Östergötland, vilket innebär att den är politiskt och religiöst obunden.
Lunnevads folkhögskola har drygt 40 fast anställda medarbetare, samt ett antal timlärare på bland annat musikprogrammet. De undervisande lärarna är ofta verksamma som professionella musiker, konstnärer och dansare.
Skolan har sedan många år tillbaka hyst både egna och inhyrda sommarkurser inom bland annat musik, konst, dans, hantverk, biodling, skrivande och olika skolämnen. Skolan har också en konferens- och lägerverksamhet.

## Rektorer i urval

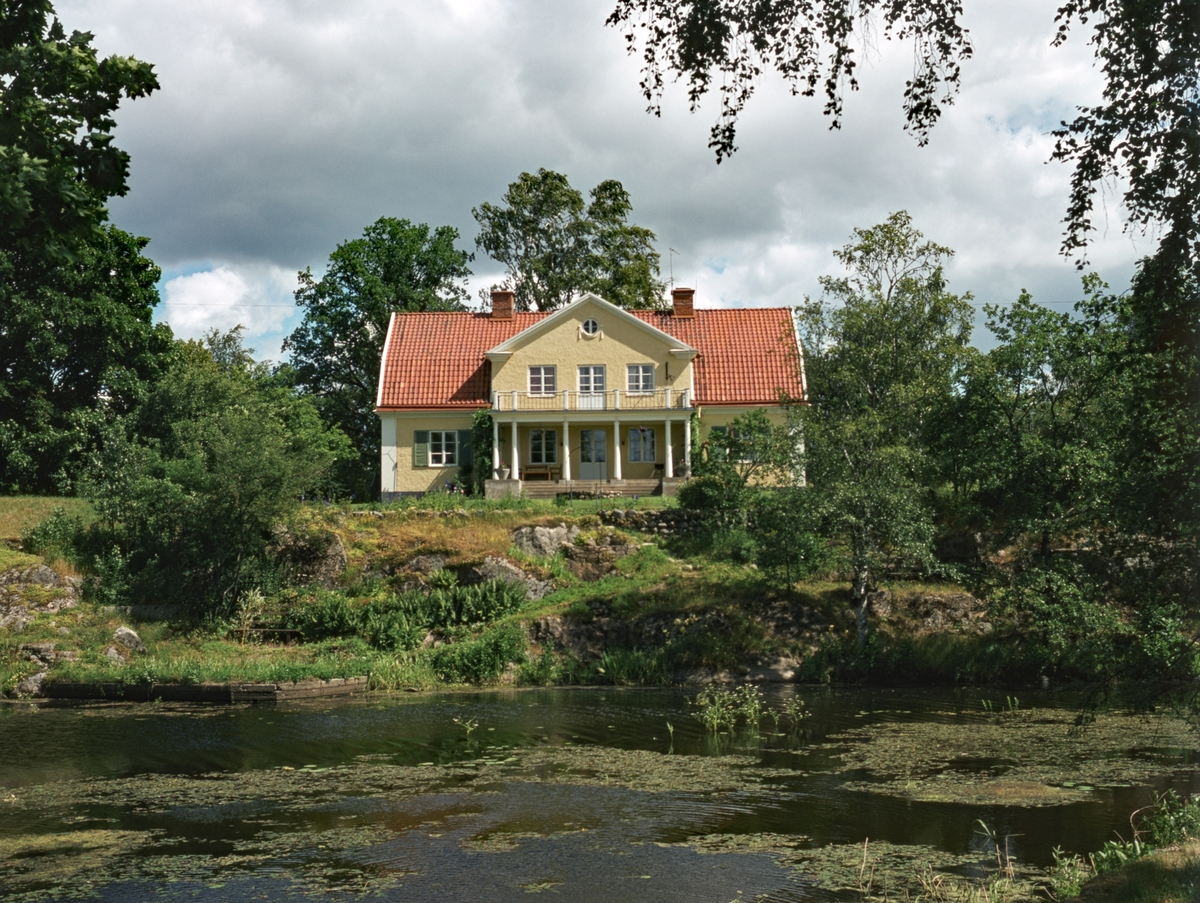
Rektorsbostaden, numera internat och lärosalar, fotograferad 1971. Idag heter huset Villan.

En lista över rektorer på skolan.
| År        | Namn                  |
| --------- | --------------------- |
| 1872–1873 | Peter August Gödecke  |
| 1873–1881 | Sven Alfred Ternström |
| 1881–1915 | Herman Odhner         |
| 1915–1927 | Mathias Feuk          |
| 1927–1960 | Per Söderbäck         |
| 1960–1970 | Jan-Eskil Löfkvist    |
| 1970–1991 | Rolf Karlberg         |
| 1991–2000 | Sten Fällström        |
| 2000–2012 | Anders Ekstrand       |
| 2012–2017 | Annika Bodelius       |
| 2018–2022 | Lena Sahrblom         |
| 2023-     | Torleif Ander         |

## Bilder

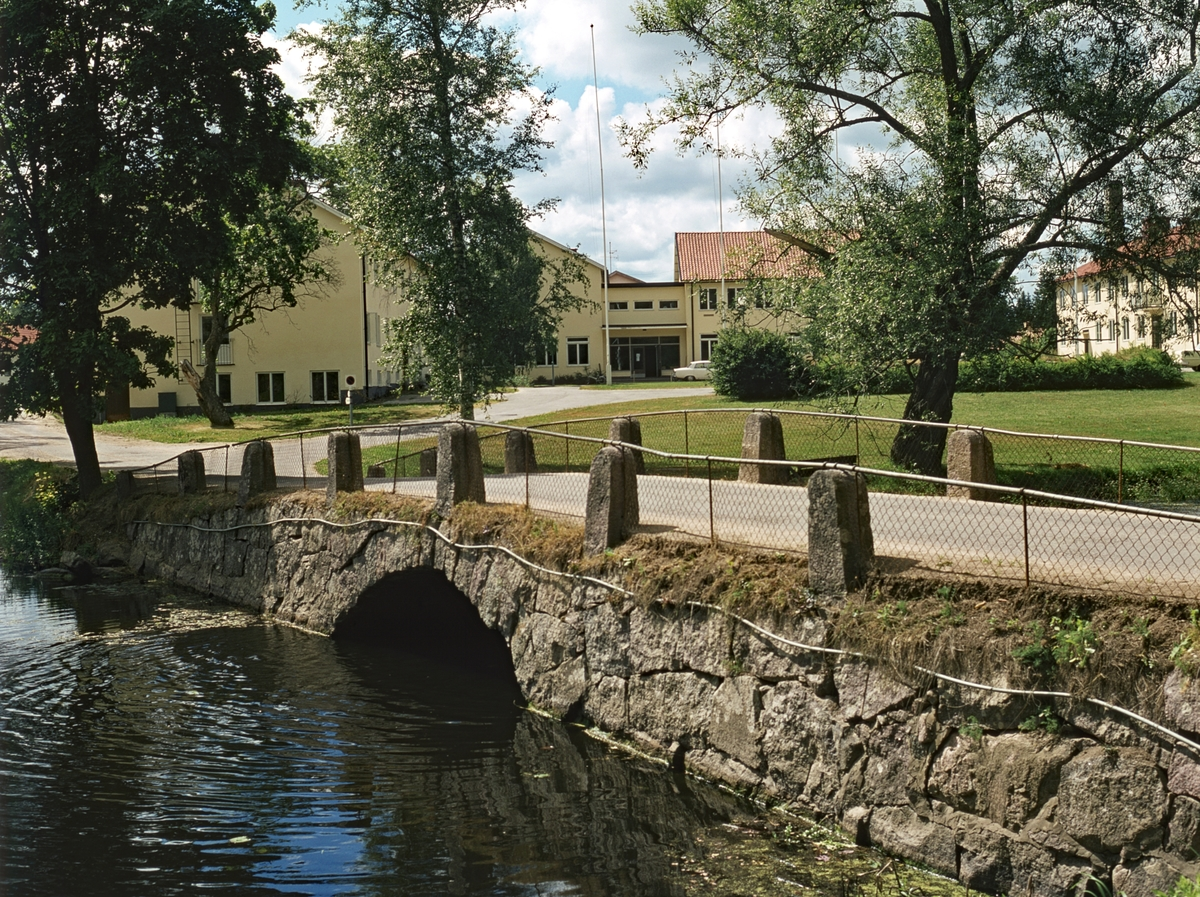
I förgrunden syns Lillån som rinner förbi Lunnevads Folkhögskola. Längst till vänster skymtar internathuset Östangård, följt av huvudbyggnaden och Västangård åt vänster.